# مارك ألكسندر أبرامز
مارك ألكسندر أبرامز Mark Alexander Abrams (1906 – 1994) عالم اجتماعي بريطاني، ويعتبر الأب المؤسس للبحوث الاجتماعية والسوقية في بريطانيا.
درس في مدرسة لاتيمر في إدمونتون ومدرسة لندن للاقتصاد وكذلك معهد بروكينغز. وفي عام 1933 بدأ العمل في وكالة إعلانية كبيرة في بريطانيا. ساعد العديدين من علماء الاجتماع الأوروبيين ومنهم سيجموند فرويد في العثور على ملجأ من النازيين في بريطانيا.
بين عامي 1939 و1941 عمل لهيئة الإذاعة البريطانية في قسم أبحاث ما وراء البحار حيث كان يقوم بتحليل الدعاية النازية. بعد الحرب كان على اتصال بحزب العمال البريطاني وأدار لهم العديد من استطلاعات الرأي في الخمسينات. شغل منصب مدير وحدة البحث في مجلس بحوث العلوم الاجتماعية.